# Packard Caribbean
El Packard Caribbean fue un automóvil de lujo personal estadounidense producido por Packard Motor Car Company de Detroit, durante los años modelo de 1953 a 1956. Parte de su estilo se derivó del prototipo Pan American del año anterior. Se produjo solo como descapotable de 1953 a 1955, pero se agregó un modelo hardtop en su último año de 1956.

## 1953

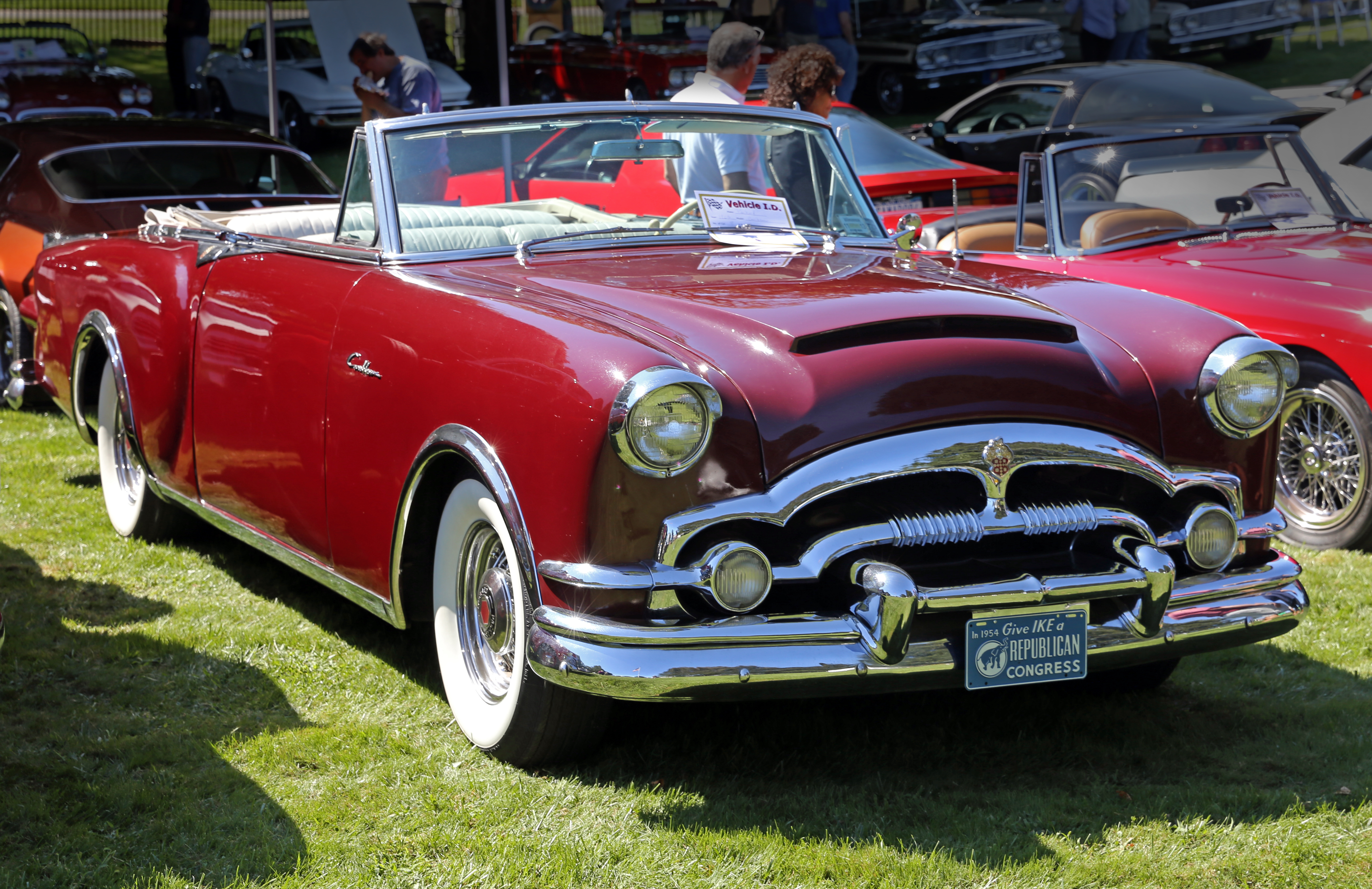
Packard Caribbean Convertible de 1953

El Caribbean de 1953 fue quizás el automóvil más fácil de identificar de Packard, debido a la configuración de los pasos de las ruedas traseras completamente recortados y las molduras laterales, limitadas a un contorno de banda cromada que se extendía por toda su longitud. La banda también ayudó a delinear aún más las aberturas de las ruedas del automóvil. Una rueda de repuesto Continental de acero también era estándar. El capó presentaba un toma de aire ancha y baja. Las carrocerías fueron modificadas por Mitchell-Bentley Corporation de Ionia (Míchigan). Los colores "anunciados" disponibles para el automóvil se limitaron a Polaris Blue, Gulf Green Metallic, Maroon Metallic o Sahara Sand. Sin embargo, también se fabricaron algunos coches en marfil o negro por pedido especial.
Los interiores del Caribbean estaban ricamente tapizados en cuero. La mayoría disponían de numerosas opciones de confort, aunque la transmisión Ultramatic era opcional en el modelo del primer año por 199 dólares adicionales (2266 $ en 2023). Una lista de equipos opcionales en otros vehículos Packard era estándar en el Caribbean, que incluía calentador y descongelador de parabrisas, elevalunas eléctricos, asiento delantero ajustable eléctricamente, dirección asistida y servofrenos "Easamatic". Solo la radio con búsqueda de señal y antena, así como los vidrios polarizado Solex eran elementos de costo adicional.
Se construyó tan solo un total de 750 unidades en el primer año del modelo, lo que ha hecho que sean muy buscados como coches de colección. Los vehículos restaurados se venden regularmente en rangos de seis cifras. El precio minorista indicado para el Caribbean Convertible fue de 5.210 dólares (59 332 $ en 2023).

## 1954

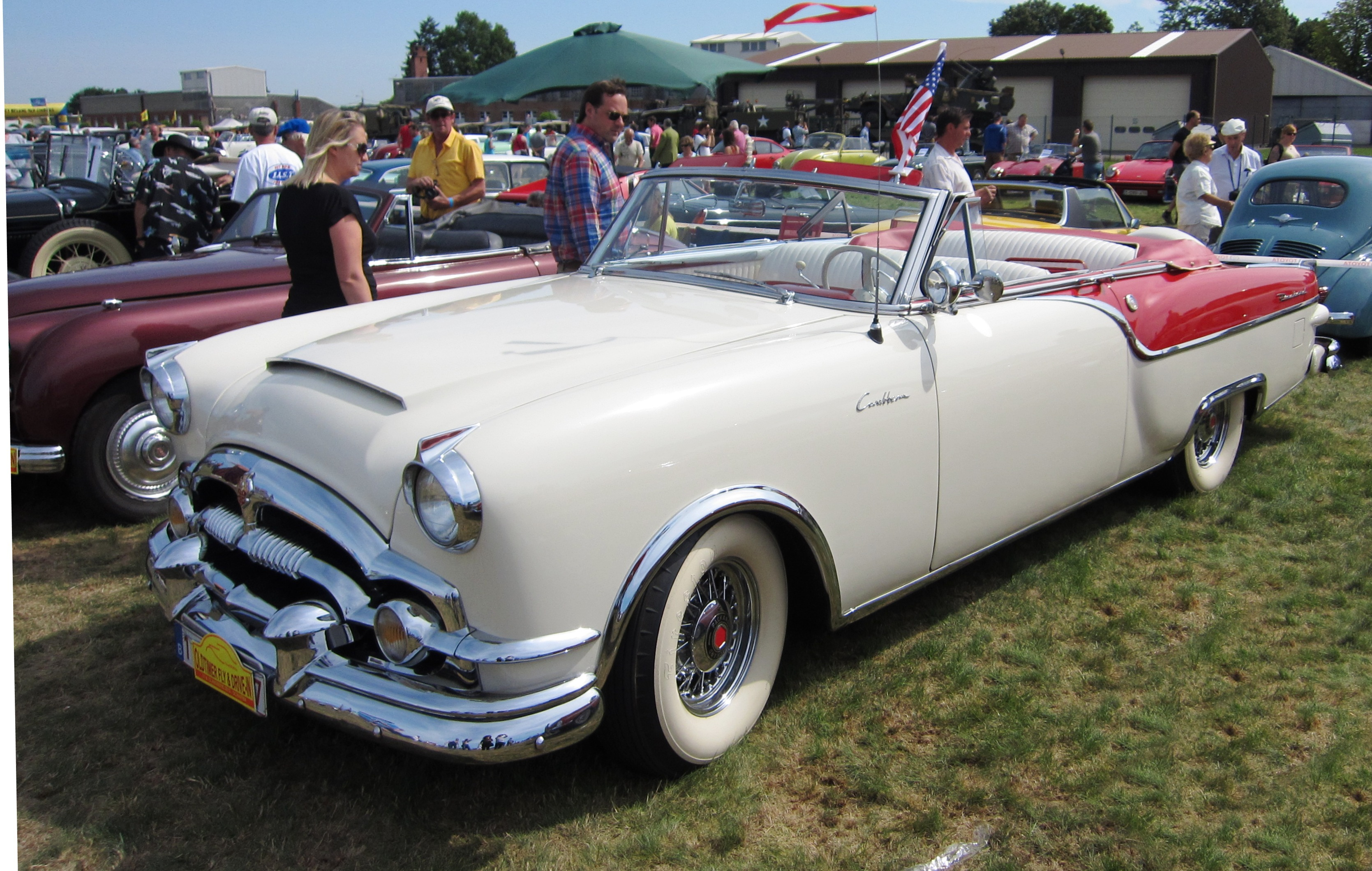
Packard Caribbean Convertible de 1954

A partir de 1954, el Caribbean se convirtió en el tope de la gama de Packard. Continuó teniendo sus propias características de estilo únicas, aunque se eliminaron los pasos de rueda traseros completos y el nuevo uso de las molduras cromadas/inoxidables permitió combinaciones de pintura de dos tonos. También tenía disponible un asiento eléctrico de cuatro posiciones.
Al igual que el Patrician, el Caribbean recibió carcasas de faros "con aletas" más pesadas, una de las señales visuales aplicadas para ayudar a diferenciar los Packard senior de los modelos de menor precio. El motor de ocho cilindros en línea de 359 pulgadas cúbicas (5883,0 cm³) hizo la aparición final de uno de estos motores en la gama de Packard. Se produjeron un total de solo 400 Caribbean para el año modelo, lo que convirtió a 1954 en el año de menor producción para el Caribbean. El precio minorista indicado aumentó a 6.100 dólares (69 209 $ en 2023).

## 1955

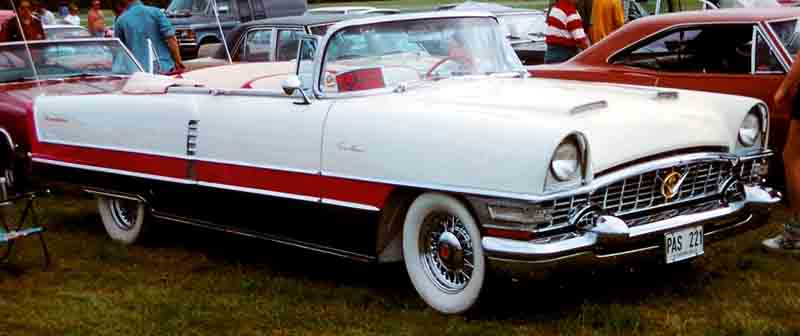
Packard Caribbean Convertible de 1955

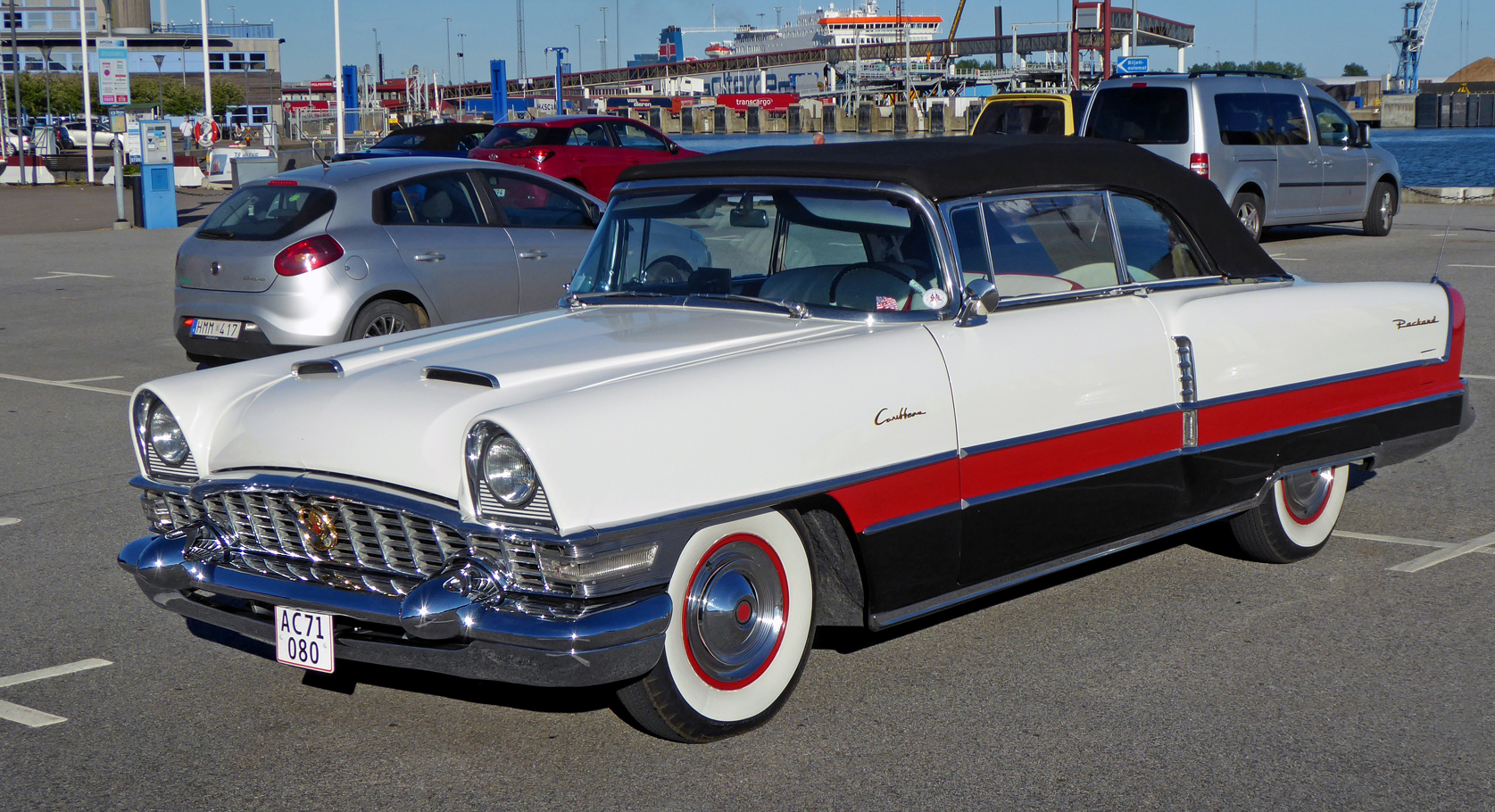
Packard Caribbean Convertible de 1955 (Ystad, 2018)

El modelo del año 1955 vio la introducción en la línea del Caribbean del nuevo motor V8 desarrollado por Packard. Se adoptó por completo el estilo de la línea Senior Packard; de forma que el automóvil también estaba disponible con patrones de pintura de dos o tres tonos. El diseñador Richard Teague logró rediseñar la antigua carrocería del Packard Senior con un aspecto más moderno. La toma de aire del capó se dividió en dos unidades, y el automóvil también recibió barras de torsión de diseño Packard en las cuatro ruedas. La producción de para 1955 aumentó sustancialmente a 9.127 unidades, con un precio de venta al público de 5.932 dólares (67 470 $ en 2023).)

## 1956

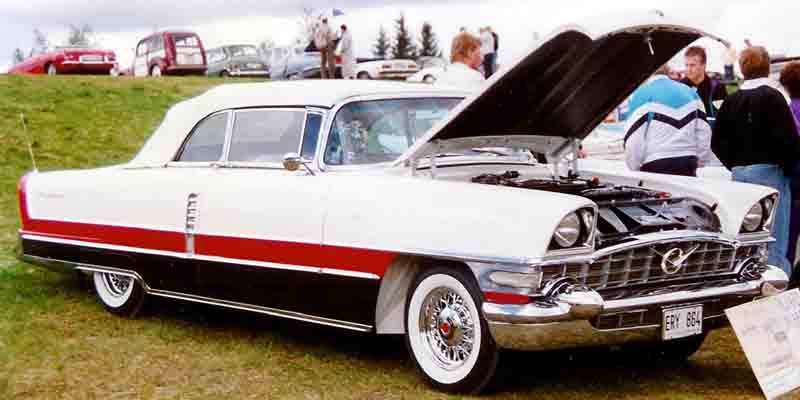
Packard Caribbean Convertible de 1956

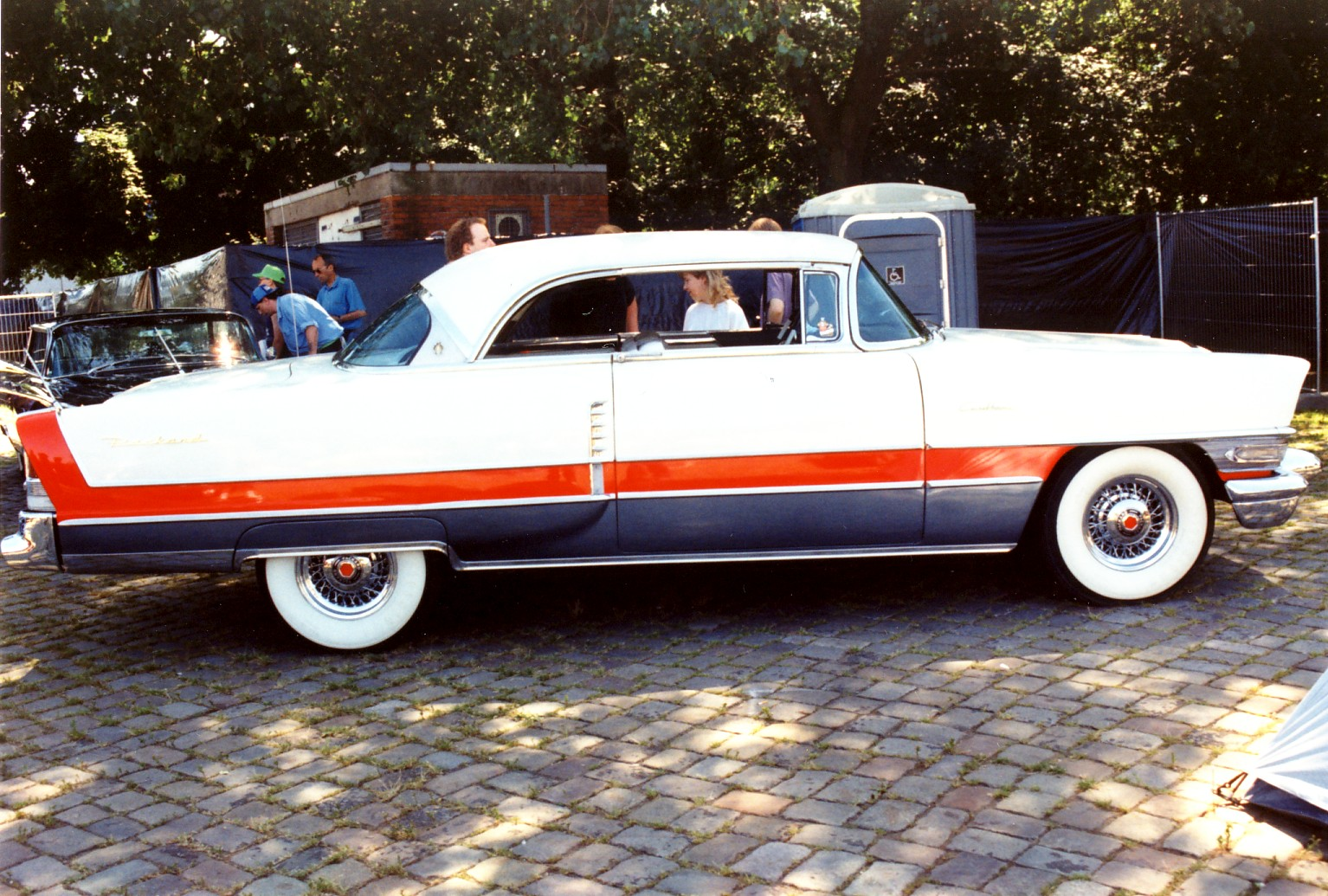
Packard Caribbean Hardtop de 1956

Para 1956, el Caribbean dispuso de un nuevo modelo de techo rígido. Las diferencias de acabado entre los coches de 1955 y 1956 fueron mínimas. Las texturas de la rejilla de la calandra cambiaron para coincidir con las utilizadas en los Patrician, y también continuó el tratamiento trasero, con el estilo de iluminación de Packard. Los faros también recibieron resaltos un poco más prominentes. Los nuevos interiores exclusivos presentaban cojines de asiento reversibles con tela por un lado y cuero por el otro. La producción total del año del modelo equivalió a 263 hardtop y 276 convertibles, estos últimos a un precio de 5.995 dólares (67 185 $ en 2023). El modelo se canceló cuando terminó la producción de Packard en Detroit.